# Shannonomyia exilifila
Shannonomyia exilifila är en tvåvingeart som beskrevs av Alexander 1980. Shannonomyia exilifila ingår i släktet Shannonomyia och familjen småharkrankar.
Artens utbredningsområde är Ecuador. Inga underarter finns listade i Catalogue of Life.